# 安蒂奧克鎮區 (伊利諾伊州萊克縣)
安蒂奥克鎮區（英語：Antioch Township）是位於美國伊利諾伊州萊克縣的一個行政鎮區。

## 地方資料
根據2010年美國人口普查的數據，安蒂奥克鎮區的面積為109.30平方千米，當中陸地面積為90.10平方千米，而水域面積為19.20平方千米。當地共有人口27429人，而人口密度為每平方千米250.95人。